# Sejm Wielkiego Księstwa Poznańskiego
Sejm Wielkiego Księstwa Poznańskiego (niem. Provinzial Landtag des Grossherzogthums Posen) – zgromadzenie skupiające wszystkie stany Wielkiego Księstwa Poznańskiego, a później Prowincji Poznańskiej. Król pruski nadał Księstwu prawo zbierania się sejmu stanowego w 1823 roku. Jego skład określiło rozporządzenie wydane w 1824 roku, a zwołano go po raz pierwszy 21 października 1827 roku. Ostatni zebrał się w 1845 roku.

## Kompetencje
Sejm pełnił jedynie funkcję doradczą. Miał prawo opiniować projekty aktów prawnych odnoszących się do prowincji, a także niektórych o znaczeniu dla całego kraju. Posłowie mogli także uchwalać petycje i zażalenia przedstawiane królowi pruskiemu.

## Skład
Łącznie Sejm stanowiło 48 posłów z trzech stanów: 24 z nich wywodziło się ze szlachty, 16 z mieszczaństwa, a 8 było chłopami. Wszyscy musieli być chrześcijanami. Spośród 24 reprezentantów szlachty 2 (następnie tę liczbę zwiększono do 4) było wirylistami. Pozostali wybierani byli w wyborach bezpośrednich przez posiadaczy majątków ziemskich. Siedem największych miast wybierało swoich posłów w wyborach bezpośrednich, pozostałe miasteczka, a także reprezentanci chłopstwa wybierani byli w wyborach pośrednich. O prawie głosowania dwóch niższych stanów decydował cenzus majątkowy. W związku z powyższym Polacy przeważali tylko w reprezentacji stanu pierwszego (ziemiaństwa), nielicznie występowali wśród przedstawicieli miast i nie było ich w pierwszych sejmach w reprezentacji chłopskiej.
Kadencja posłów trwała 6 lat przy czym co 3 lata wymieniano połowę składu. Zgodnie z prawem Sejm zbierał się co 2 lata, jednak w praktyce było to rzadziej. Obradom przewodniczył marszałek wybierany ze stanu szlacheckiego. Obradom dwóch pierwszych sejmów, w roku 1827 i w 1830, przewodniczył książę Antoni Paweł Sułkowski.